# Stiftung Wohnungen für kinderreiche Familien
Die Stiftung Wohnungen für kinderreiche Familien ist eine Stiftung der Stadt Zürich, die das Vermieten von preisgünstigen Wohnungen und Reiheneinfamilienhäuser an Familien mit mindestens drei Kindern sowie geringem Einkommen bezweckt. Die Stiftung verfügt über 511 Wohnungen, wovon 417 vier und mehr Zimmer haben, und ist damit schweizweit die Grösste ihrer Art.
Die Stiftung wurde 1924 von der Stadt Zürich gegründet und ist in Form einer öffentlichrechtlichen Anstalt mit eigener Rechtspersönlichkeit und eigener Rechnung organisiert, die dem Finanzdepartement der Stadt Zürich angegliedert ist. Ihr steht ein derzeit neunköpfiger Stiftungsrat vor, der vom Vorsteher des städtischen Finanzdepartements, derzeit Daniel Leupi, präsidiert wird.